# Gelis lemae
Gelis lemae är en stekelart som först beskrevs av Jinhaku Sonan 1930.  Gelis lemae ingår i släktet Gelis och familjen brokparasitsteklar. Inga underarter finns listade i Catalogue of Life.